# Socket FM2+
Socket FM2+ (FM2b) - роз'єм мікропроцесорів, розроблений компанією AMD для процесорів настільних комп'ютерів покоління AMD APU («Kaveri» та Godavari). Сокет FM2+ має певні відмінності від свого попередника FM2, в новому сокеті є два додаткових піни. Тому прискорені процесори із сокетом FM2+ не сумісні з материнськими платами на сокет FM2. Проте процесори із сокетом FM2, такі як «Richland» і «Trinity» сумісні із материнськими платами на сокет FM2+.
- ECC-пам'ять підтримується сокетом FP3, але не підтримується платформою FM2+. Пам'ять GDDR5, або HBM (пам'ять із високою пропускною здатністю) не підтримуються.[2]
- Є 3 PCI Express ядра: одне ядро 2 x16 і два 5 x8, для сумарних 64-ї ліній. Є 8 настроюваних портів, які можна розділити на 2 групи:
  - Графічна група: вміщує  2 x8 порти. Кожен порт може бути обмежений меншою кількістю ліній для застосунків, яким потрібна невелика кількість ліній. Додатково, два порти можна об'єднувати в один на  x16 ліній.
  - Група портів загального призначення: містять одне x4 з'єднання UMI та 5 портів загального призначення (GPP).

Всі лінії PCIe здатні підтримувати швидкість передачі даних стандарту PCIe 2.x. Швидкість передачі даних стандарту PCIe 3.x також підтримується Gfx складовою.
Його мобільна відповідність, це Socket FP3 (BGA-???).

## Огляд функціональності
| Марка                                                 | Llano                      | Trinity                    | Richland                   | Kaveri                                     | Carrizo                                    | Bristol Ridge         | Raven Ridge           | Picasso               | Renoir                | Cezane                |                 | Desna, Ontario, Zacate | Kabini, Temash  | Beema, Mullins  | Carrizo-L           | Stoney Ridge    | Dalí    |
| ----------------------------------------------------- | -------------------------- | -------------------------- | -------------------------- | ------------------------------------------ | ------------------------------------------ | --------------------- | --------------------- | --------------------- | --------------------- | --------------------- | --------------- | ---------------------- | --------------- | --------------- | ------------------- | --------------- | ------- |
| Платформа                                             | Стаціонарна, Мобільна      | Стаціонарна, Мобільна      | Стаціонарна, Мобільна      | Стаціонарна, Мобільна                      | Стаціонарна, Мобільна                      | Стаціонарна, Мобільна | Стаціонарна, Мобільна | Стаціонарна, Мобільна | Стаціонарна, Мобільна | Стаціонарна, Мобільна | Ультра мобільна | Ультра мобільна        | Ультра мобільна | Ультра мобільна | Ультра мобільна     | Ультра мобільна |         |
| Дата релізу                                           | Серп 2011                  | Жовт 2012                  | Черв 2013                  | Черв 2014                                  | Черв 2015                                  | Черв 2016             | Жовт 2017             | Січ 2019              | Берез 2020            | Січ 2021              | Січ 2011        | Трав 2013              | Квіт 2014       | Трав 2015       | Лют 2016            | Квіт 2019       |         |
| Fab (нм)                                              | GlobalFoundries, 32 нм SOI | GlobalFoundries, 32 нм SOI | GlobalFoundries, 32 нм SOI | 28                                         | 28                                         | 28                    | 14                    | 12                    | TSMC 7 нм             | TSMC 7 нм             | TSMC 40 нм      | 28                     | 28              | 28              | 28                  | 14              |         |
| Розмір (мм2)                                          | 228                        | 246                        | 246                        | 245                                        | 245                                        | 250                   | 210                   | 210                   | 156                   | 180                   | 75 (+ 28 FCH)   | 107                    | 107             | Н/Д             | 125                 | 149             |         |
| Сокети                                                | FM1, FS1                   | FM2, FS1+, FP2             | FM2, FS1+, FP2             | FM2+, FP3                                  | FP4, FM2+, AM4                             | FP4, AM4              | FP5, AM4              | FP5, AM4              | FP6, AM4              | FP6, AM4              | FT1             | AM1, FT3               | FT3b            | FT3b            | FP4                 | FP5             |         |
| Архітектура процесорів                                | AMD K10                    | Piledriver                 | Piledriver                 | Steamroller                                | Excavator                                  | Excavator+            | Zen                   | Zen+                  | Zen 2                 | Zen 3                 | Bobcat          | Jaguar                 | Puma            | Puma+           | Excavator+          | Zen             |         |
| Максимальна підтримка DRAM                            | DDR3-1866                  | DDR3-1866                  | DDR3-2133                  | DDR3-2133                                  | DDR3-2133 DDR4-2400                        | DDR4-2400             | DDR4-2993             | DDR4-2993             | LPDDR4-4266 DDR4-3200 | LPDDR4-4266 DDR4-3200 | DDR3L-1333      | DDR3L-1600             | DDR3L-1866      | DDR3L-1866      | DDR3-1866 DDR4-2400 | DDR4-2400       |         |
| 3D рушій1                                             | TeraScale 2 (VLIW5)        | TeraScale 3 (VLIW4)        | TeraScale 3 (VLIW4)        | Graphics Core Next 2 (GCN 2) (Mantle, HSA) | Graphics Core Next 2 (GCN 2) (Mantle, HSA) | GCN 3                 | GCN 3                 | GCN 5                 | GCN 5                 | GCN 5                 | GCN 5           | TeraScale 2 (VLIW5)    | GCN 2           | GCN 2           | GCN 2               | GCN 3           | GCN 5   |
| 3D рушій1                                             | 400:20:8                   | 384:24:6                   | 384:24:6                   | 512:32:8                                   | 512:32:8                                   | 512:32:8              | 704:44:16             | 704:44:16             | 512:32:8              | 512:32:8              | 80:8:4          | 128:8:4                | 128:8:4         | 128:8:4         | До 192:?:?          | До 192:?:?      |         |
| 3D рушій1                                             | IOMMUv1                    | IOMMUv1                    | IOMMUv1                    | IOMMUv2                                    | IOMMUv2                                    | IOMMUv2               | IOMMUv2               | IOMMUv2               | IOMMUv2               | IOMMUv2               | IOMMUv1         | IOMMUv1                | IOMMUv1         | Н/Д             | Н/Д                 | IOMMUv2         |         |
| Уніфікований Відео Декодер                            | UVD 3                      | UVD 3                      | UVD 3                      | UVD 4.2                                    | UVD 6                                      | UVD 6                 | VCN 1.0               | VCN 1.0               | VCN 2.1               | VCN 2.2               | UVD 3           | UVD 4                  | UVD 4.2         | UVD 6.0         | UVD 6.3             | VCN 1.0         | VCN 1.0 |
| Рушій Відео Кодування                                 | Н/Д                        | VCE 1.0                    | VCE 1.0                    | VCE 2.0                                    | VCE 3.1                                    | VCE 3.1               | VCN 1.0               | VCN 1.0               | VCN 2.1               | VCN 2.2               | Н/Д             | VCE 2.0                | VCE 2.0         | VCE 3.1         | VCE 3.1             |                 |         |
| Режим енергозбереження графічного процесора           | PowerPlay                  | PowerTune                  | PowerTune                  | PowerTune                                  | PowerTune                                  | PowerTune             | PowerTune             | PowerTune             | PowerTune             | PowerTune             | PowerPlay       | PowerTune              | PowerTune       | PowerTune       | PowerTune           | PowerTune       |         |
| Максимальна кількість дисплеїв, які можна підключити2 | 2–3                        | 2–4                        | 2–4                        | 2–4                                        | 3                                          | 3                     | 3                     | 3                     | 4                     | 4                     | 2               | 2                      | 2               | 2               | 3                   | 4               |         |
| AMD FreeSync                                          | Н/Д                        | Н/Д                        | Н/Д                        | Так                                        | Так                                        | Так                   | Так                   | Так                   | Так                   |                       | Н/Д             | Так                    | Так             | Так             | Так                 | Так             |         |
| AMD TrueAudio                                         | Н/Д                        | Н/Д                        | Н/Д                        | Так                                        | Так                                        | Так                   | Так                   | Так                   | Так                   |                       | Н/Д             | Так                    | Так             | Так             | Так                 | Так             |         |
| /drm/radeon                                           | Так                        | Так                        | Так                        | Так                                        | Так                                        | Так                   | Н/Д                   | Н/Д                   | Н/Д                   | Н/Д                   | Н/Д             | Так                    | Так             | Так             | Так                 | Н/Д             | Н/Д     |
| /drm/amdgpu                                           | Н/Д                        | Н/Д                        | Н/Д                        | [ 13 ]                                     | [ 13 ]                                     | Так                   | Так                   | Так                   | Так                   | Так                   | Так             | Н/Д                    | [ 13 ]          | [ 13 ]          | [ 13 ]              | Так             | Так     |

- 1 Уніфікованих шейдерів : Texture mapping units : Render output units
- 2 Для підтримки більше 2-х дисплеїв необхідно скористуватися додатковою панеллю із портом DisplayPort.[14] Також можна використовувати активні адаптери DisplayPort-to-DVI/HDMI/VGA